# 腓力 (馬卡塔斯之子)

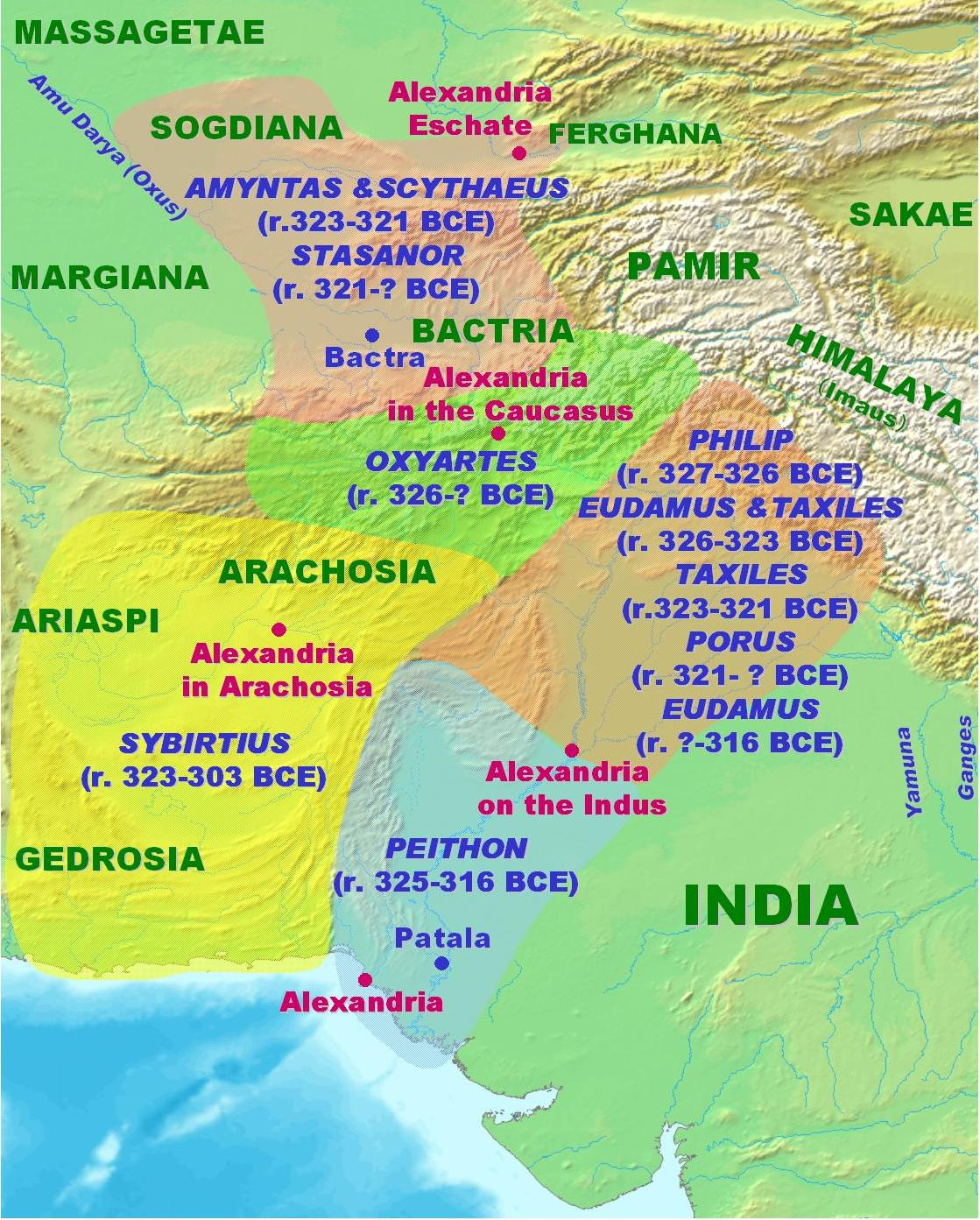
腓力統治帝國北部的印度疆土，南至印度河和奇納布河匯流處一帶

腓力（？—前326年）為亞歷山大大帝麾下將領，在前327年亞歷山大征服印度時，他被任命為印度總督之一，統轄希達斯皮斯河（今傑赫勒姆河）流域，之後，在亞歷山大征服摩臘婆和歐克西德拉卡（Oxydracae）區域後，把這些領域也交給腓力管轄。隨著亞歷山大繼續往南征服印度，最後南至印度河和奇納布河的交匯點這塊區域都交給腓力。當亞歷山大於至印度河和奇納布河的交匯點時，命令腓力在此處建造印度河畔亞歷山卓。
近代歷史學家朵伊森（Johann Gustav Droysen）認為腓力是安提柯一世的父親。至少可以確定他們是出身於上馬其頓厄利苗提斯（Elimiotis）的貴族。
前326年，亞歷山大離開印度並在返回巴比倫途中，腓力被手下的雇傭軍所謀殺，亞歷山大隨即寫信給印度的塔克西勒斯（Taxiles）和歐德摩斯，令他們暫時接管腓力的轄區。